# South Spit
Der South Spit (englisch für Südspieß) ist eine felsige Landspitze im Südwesten von King George Island im Archipel der Südlichen Shetlandinseln. Sie markiert die Südseite der Einfahrt zur Marian Cove.
Wissenschaftler der britischen Discovery Investigations nahmen 1935 Vermessungen vor. Ihr deskriptiver Name erscheint erstmals auf einer Seekarte der britischen Admiralität, die auf diesen Vermessungen beruht. Südkoreanische Wissenschaftler benannten sie dagegen 2010 als Sejong Cape in Anlehnung an die Benennung der benachbarten südkoreanischen König-Sejong-Station.